# Meneer Prochartsjin
 Mijnheer Prochartsjin  (Russisch: Господин Прохарчин} is een vertelling van de Russische schrijver Fjodor Dostojevski uit 1846. Hierin worden het leven en de dood van mijnheer Prochartsjin beschreven in het licht van zijn vermeende armoede of rijkdom.

## Inhoud
Semjon Iwanowitsj Prochartsjin woonde in de meest bescheiden kamer van het pension dat gedreven werd door Oestinja Fjodororowna. Semjon is de langst verblijvende pensiongast en heeft zelfs met Oestinja nog in haar oude pensionnetje in de Peski-wijk gewoond. 
Desondanks is zijn verhouding met zijn hospita stroef, grotendeels wegens zijn zuinigheid en bescheidenheid. Ook met de andere pensiongasten, die op hetzelfde departement werken, laat hij zich nauwelijks in. Iedereen is benieuwd wat Semjon in zijn grote kist bewaart. Als hij eens een aantal dagen weg is, wordt er een pop gefabriceerd die zijn schoonzuster moet voorstellen, aan wie hij maandelijks 5 roebel zegt te sturen, en in zijn bed gelegd.
De teruggekomen Semjon raakt van dit alles danig verder van streek en vindt uiteindelijk onder hoge koorts en ijlgedachten zijn einde. Als aasgieren werpen de pensiongasten zich op de kist, die slechts rommel bevat. Maar het kapotsnijden van het matras levert een totaalbedrag van 2497 roebel  .
op. De gestorven hoofdpersoon denkt bij zichzelf wat er zou gebeuren als hij zou opstaan om zijn ijdele hospita op haar plaats te zetten.